# Burgstall Klingenberg
Der Burgstall Klingenberg, auch Klingsberg oder volkstümlich Geißberg genannt, liegt nur etwa 150 Meter nordwestlich der Stammburg der Wittelsbacher in Oberwittelsbach bei Aichach (Landkreis Aichach-Friedberg, Schwaben) auf einem 550 m über NN liegenden Geländerücken. Die hochmittelalterliche Höhenburg vom Typus einer Turmhügelburg (Motte) wurde 1978 und 1980 im Zuge der Ausgrabungen auf der Burg Wittelsbach vermessen und topographisch aufgenommen (Eugen Ixmeier, Bayerisches Landesamt für Denkmalpflege).

## Geschichte
Der Burgstall der Hochmotte erscheint bereits auf einer ersten skizzenartigen Vermessung durch den Topographen L. Popp (um 1860). Zu seiner Geschichte fehlen jegliche schriftlichen und mündlichen Überlieferungen. Solche Turmhügelburgen entstanden in Mitteleuropa vom 11. bis zum 13. Jahrhundert. Es ist deshalb nicht eindeutig zu entscheiden, ob es sich hier um eine ältere Vorgängerburg der Burg der Wittelsbacher handelt oder um ein Vorwerk dieser Wehranlage. Auch die Funktion als Sitz eines der Dienstleute der Burgherren wäre in Betracht zu ziehen.
Rischert lokalisiert hier den Ansitz eines pfalzgräflichen Dienstmannengeschlechtes „von Wittelsbach“, das 1270 nach Unterwittelsbach übersiedelte und seit 1385 unter dem Namen „Wittelspeck“ im Landsberger Bürgertum nachweisbar ist.

## Beschreibung
Die kleine Burganlage liegt versteckt auf einer Geländerippe hinter dem Kernwerk der Burg Wittelsbach, von der sie durch ein Bachtal getrennt wird. Das Areal ist vollständig bewaldet. Der aufgesetzte Turmhügel ragt etwa 12 bis 15 Meter über das Gelände. Trotz seiner Basisbreite von ca. 45 bis 50 Meter ist der Erdkegel einer der kleineren seiner Art. Das Plateau misst nur etwa 15 mal 20 Meter und ist nur schwer über die steilen Flanken zugänglich.
Dem Turmhügel sind im Südwesten und Nordosten Erdwälle vorgelagert, deren Höhe zwischen zwei und vier Metern beträgt. Möglicherweise stammen diese Erdwerke von einer älteren Vorgängeranlage, in der der Hügel nachträglich aufgeschüttet wurde. Als Vorburgen waren sie wegen des beschränkten Raumes nur sehr bedingt geeignet.
Das Bayerische Landesamt für Denkmalpflege verzeichnet das Bodendenkmal als mittelalterlichen Turmhügel unter der Denkmalnummer D 7-7533-0004.